# Neochauliodes nigris
Neochauliodes nigris är en insektsart som beskrevs av X.-y. Liu och Ding Yang 2005. Neochauliodes nigris ingår i släktet Neochauliodes och familjen Corydalidae. Inga underarter finns listade i Catalogue of Life.